# بوژیدار پوریچ
بوژیدار پوریچ (سیریلیک صربی: Божидар Пурић؛ ۱۹ فوریهٔ ۱۸۹۱ – ۲۸ اکتبر ۱۹۷۷) سیاست‌مدار اهل صربستان بود. وی از ۱۰ اوت ۱۹۴۳ تا ۸ ژوئیه ۱۹۴۴ نخست‌وزیر یوگسلاوی بود.
بوژیدار پوریچ در ۲۸ اکتبر ۱۹۷۷، در سن ۸۶ سالگی درگذشت.